# Garindein
Garindein é uma comuna francesa na região administrativa da Nova Aquitânia, no departamento dos Pirenéus Atlânticos. Estende-se por uma área de 6,87 km². Em 2010 a comuna tinha 507 habitantes (densidade: 73,8 hab./km²).